# Judo agli XI Giochi dei piccoli stati d'Europa
Presentiamo in questa pagina tutti i risultati relativi alle competizioni di judo agli XI Giochi dei piccoli stati d'Europa.
Tutte le competizioni si sono svolte a Escaldes-Engordany presso il Gran Padiglione Prat.
Si sono svolte gare nelle seguenti categorie:
| - Maschile individuale - fino a 60 kg - fino a 66 kg - fino a 73 kg - fino a 81 kg - fino a 90 kg - fino a 100 kg - sopra i 100 kg | - Maschile a squadre - fino a 66 kg - fino a 81 kg - fino a 100 kg | - Femminile - fino a 57 kg - fino a 63 kg - fino a 70 kg | - Femminile a squadre - fino a 52 kg - fino a 63 kg - fino a 78 kg |

## Podi

### Uomini
| Evento                             | Oro                                         | Argento                                                                | Bronzo                                                                      |
| fino a 60 kg (pesi super-leggeri)  | Theodoros Mandrides                         | Massimiliano Urbinati                                                  | Yann Siccardi                                                               |
| fino a 66 kg (pesi mezzo-leggeri)  | Charalambos Angelis                         | Habib Alouache                                                         | Ruben Micallef Daniel García González                                       |
| fino a 73 kg (pesi leggeri)        | Yoann Suau                                  | Charalambos Charalambous                                               | Tarik El Almi                                                               |
| fino a 81 kg (pesi medio-leggeri)  | Thierry Vatrican                            | Snaevar Jonsson                                                        | Evgeny Ulanov                                                               |
| fino a 90 kg (pesi medi)           | Constantinos Yiannikouris                   | Toni Besoli                                                            | Vignir Stefansson                                                           |
| fino a 100 kg (pesi medio-massimi) | Thorvaldur Blondal                          | Joe Schamine                                                           | Marios Andreou                                                              |
| oltre 100 kg (pesi massimi)        | Thormodur Jonsson                           | Maik Schädler                                                          | Michael Zahra                                                               |
| A squadre                          | Monaco Habib Alouache Yoan Suau Franc Vatan | Andorra Daniel García González Tarik El Almi Jami Marc Bernado Escarré | Cipro Charalambos Aggeli Charalambos Charalambous Constantinos Yiannikouris |
| A squadre                          | Monaco Habib Alouache Yoan Suau Franc Vatan | Andorra Daniel García González Tarik El Almi Jami Marc Bernado Escarré | Lussemburgo Georges Morbe Charlie Arendt                                    |

### Donne
| Evento                            | Oro                                                | Argento                                                        | Bronzo                                                       |
| fino a 52 kg (pesi mezzo-leggeri) | Ulrike Kaiser                                      | Pénélope Popi Stavrinou                                        | Mireia Garcia Gonzalez                                       |
| fino a 57 kg (pesi leggeri)       | Marcon Bezzina                                     | Marie Carmen Fernandez                                         | Stéphani Vatrican Brigit Marxer                              |
| fino a 63 kg (pesi medio-leggeri) | Margrét Bjarnadóttir                               | Michelle Urbinati                                              | Anne-Laure Bonnet                                            |
| fino a 70 kg (pesi medi)          | Lynn Mossong                                       | Gigja Gudbrandsdottir                                          | Non assegnato                                                |
| A squadre                         | Islanda Margrét Bjarnadóttir Gigja Gudbrandsdottir | Malta Luana Ciantar Marcon Bezzina Vicky Licari Eilee Portelli | Cipro Penelop Stavrinou Despina Panayiotou                   |
| A squadre                         | Islanda Margrét Bjarnadóttir Gigja Gudbrandsdottir | Malta Luana Ciantar Marcon Bezzina Vicky Licari Eilee Portelli | Monaco Solvei Jacquemond Stéphani Vatrican Anne-Laure Bonnet |

## Medagliere
| Posiz. | Nazione       | Oro | Argento | Bronzo | Totale |
| ------ | ------------- | --- | ------- | ------ | ------ |
| 1      | Islanda       | 4   | 2       | 1      | 7      |
| 2      | Cipro         | 3   | 2       | 3      | 8      |
| 3      | Monaco        | 3   | 1       | 4      | 9      |
| 4      | Malta         | 1   | 1       | 3      | 5      |
| 5      | Lussemburgo   | 1   | 1       | 1      | 3      |
| 5      | Liechtenstein | 1   | 1       | 1      | 3      |
| 6      | Andorra       | 0   | 3       | 3      | 6      |
| 7      | San Marino    | 0   | 2       | 0      | 2      |
| Totale | Totale        | 13  | 13      | 16     | 42     |